# Komutator
Komutátor je vrsta mehanskega usmernika, ki pretvarja izmenično električno napetost v enosmerno napetost. Je eden od bistvenih delov enosmernih električnih strojev in je nameščen na osi rotorja ter se vrti skupaj z njim.

## Konstrukcija
Komutator sestoji iz več medsebojno izoliranih bakrenih lamel, ki so nameščene v krogu na osi rotorja stroja za enosmerni električni tok. V najenostavnejših motorjih na enosmerni tok sta nameščeni le dve ali nekaj lamel, pri večjih strojih pa je teh lamel lahko zelo veliko. Prednost velikega števila lamel je v bolj konstantnem navoru (pri enosmernem motorju) ali bolj konstantni inducirani napetosti (pri generatorju enosmernega toka), saj se valovitost obeh veličin s povečevanjem števila lamel zmanjšuje.
Vsak par lamel je povezan z vodniki, ki tvorijo navitje na rotorju (obstajajo različni načini navijanja; število lamel pa je enako številu utorov na rotorju). Po komutatorju drsijo ščetke, preko katerih se zaključuje električni tokokrog med rotorskim navitjem in zunanjimi priključki. Ščetke so narejene iz grafita, zato se sčasoma obrabljajo in jih je treba po določenem času obratovanja zamenjati.
Po navadi so ščetke nameščene na nevtralno lego, kjer ni medsebojne indukcije med rotorskim in statorskim navitjem, kar ima več pozitivnih lastnosti. V tem primeru je navor motorja na enosmerni tok največji, iskrenje na ščetkah pa se zmanjša. Kjer se obremenitev motorja spreminja, so ščetke lahko nameščene gibljivo, ker se z obremenitvijo spreminja tudi nevtralna lega. 

## Problemi komutatorja
Komutator je še vedno najšibkejši člen vsakega stroja na enosmerni tok. Poleg tega, da je treba menjavati ščetke, se sčasoma zaradi trenja in iskrenja med bakrenimi lamelami komutatorja in ščetkami obrablja tudi komutator, ki ga je zato občasno treba pobrusiti, da se izravna površina lamel.
Ravno zaradi komutatorja so stroji za enosmerni tok zelo občutljivi za preobremenitve. V kolikor skozi rotorsko navitje (in posledično preko lamel komutatorja) steče prevelik tok, lahko pride do obloka med več lamelami (tj. komutatorski ogenj), nastala vročina pa lahko uniči komutator.